# Roma Bahn

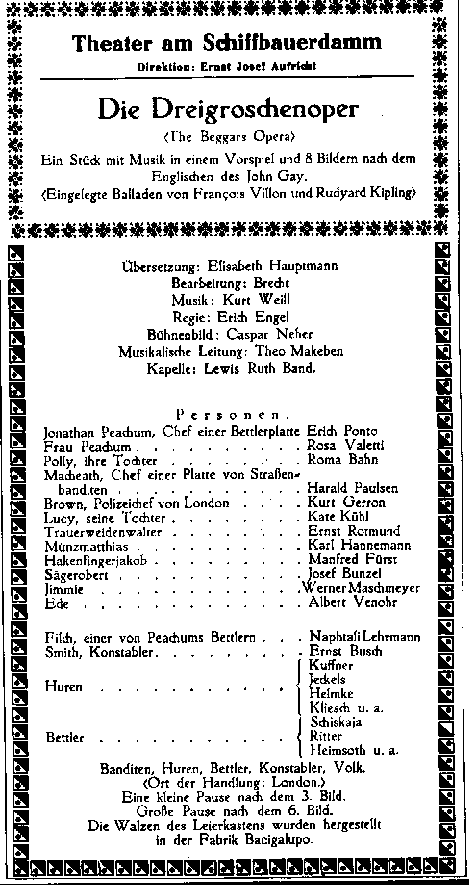
Roma Bahn als Polly in Dreigroschenoper

Roma Anna Helena Bahn (* 30. Oktober 1896 in Berlin; † 11. Januar 1975 in Bonn) war eine deutsche Schauspielerin.

## Leben
Roma Bahn war die Tochter des Rechtsanwalts Paul Bahn. Im Alter von 16 Jahren begann sie an Max Reinhardts Schauspielschule des Deutschen Theaters Unterricht zu nehmen und erhielt ihr erstes Engagement in Frankfurt am Main. Später war sie in Hamburg tätig, bis Reinhardt sie 1926 an die Berliner Bühnen zurückholte.
1928 ersetzte sie in der Rolle der Polly die verhinderte Carola Neher bei der Uraufführung von Bertolt Brechts Die Dreigroschenoper am Theater am Schiffbauerdamm. Das Stück wurde ein außergewöhnlicher Erfolg und verhalf Roma Bahn zum Durchbruch. Sie spielte danach unter anderem Desdemona in Othello mit Paul Wegener in der Titelrolle, an der Seite von Hermine Körner in Jean Giraudoux’ Die Irre von Chaillot und besonders erfolgreich Klytämnestra in Die Fliegen. Weitere Rollen waren Ophelia in Hamlet und Lulu in Erdgeist.
Während der Stummfilmzeit war sie einige Male Hauptdarstellerin in Filmen, darunter 1920 in dem expressionistischen Von morgens bis mitternachts. Im Tonfilm wurde sie eine häufig eingesetzte Nebendarstellerin, oft allerdings nur mit kurzen Auftritten. In der Zeit des Nationalsozialismus trat sie in Propaganda- und Hetzfilmen auf.
In der Nachkriegszeit arbeitete sie auch als Synchronsprecherin. Sie sprach unter anderem Jo Van Fleet in ihrer Oscar-prämierten Rolle in Jenseits von Eden, Judith Anderson als Big Mama in Die Katze auf dem heißen Blechdach sowie Dame Gladys Cooper in My Fair Lady.
Von 1951 bis 1959 war sie Lehrerin an der Max-Reinhardt-Schule für Schauspiel. 1961 verließ die Schauspielerin Berlin und trat danach nur noch gastspielweise auf. Roma Bahn, erste Trägerin des Hermine-Körner-Rings, war von 1916 bis 1928 mit dem Regisseur Karlheinz Martin, in vierter Ehe (ab 1950) mit dem Architekten Hugo Häring verheiratet. 1964 wurde sie zur Berliner Staatsschauspielerin ernannt und 1965 mit dem Bundesverdienstkreuz 1. Klasse ausgezeichnet. Sie wohnte in ihren letzten zwölf Lebensjahren im Bad Honnefer Stadtteil Rhöndorf. Beigesetzt wurde sie auf dem dortigen Waldfriedhof, wobei das Grab heute nicht mehr vorhanden ist.
Roma Bahn war Schwägerin des Braunschweiger Oberbürgermeisters Ernst Böhme, der 1925 ihre Schwester Lili geheiratet hatte.

## Filmografie (Auswahl)
- 1919: Der Mädchenhirt
- 1920: Von morgens bis mitternachts
- 1932: Unheimliche Geschichten
- 1933: Anna und Elisabeth
- 1936: Moral
- 1936: Das Mädchen Irene
- 1936: Skandal um die Fledermaus
- 1937: La Habanera
- 1937: Streit um den Knaben Jo
- 1938: Der Fall Deruga
- 1938: Kautschuk
- 1938: Zwei Frauen
- 1939: Drei Väter um Anna
- 1939: Fräulein
- 1939: Heimatland
- 1939: Der Polizeifunk meldet
- 1939: Premiere der Butterfly
- 1939: Umwege zum Glück
- 1940: Alles Schwindel
- 1940: Golowin geht durch die Stadt
- 1940: Die Rothschilds
- 1941: Frau Luna
- 1941: Kleine Mädchen – große Sorgen
- 1941: Annelie
- 1942: Die Entlassung
- 1942: Meine Freundin Josefine
- 1942: Diesel
- 1942: Stimme des Herzens
- 1943: Altes Herz wird wieder jung
- 1943: Die beiden Schwestern
- 1943: Besatzung Dora
- 1943: Der dunkle Tag
- 1943: Fritze Bollmann wollte angeln
- 1943: Leichtes Blut
- 1943: Maske in Blau
- 1943: Wildvogel
- 1944: Das Hochzeitshotel
- 1944: Um neun kommt Harald
- 1945: Meine Herren Söhne
- 1948: Beate
- 1949: Amico
- 1949: Die Andere
- 1950: 0 Uhr 15 Zimmer 9
- 1950: Mädchen mit Beziehungen
- 1954: Phantom des großen Zeltes
- 1956: … wie einst Lili Marleen
- 1958: Auferstehung
- 1958: Gestehen Sie, Dr. Corda!
- 1958: Mädchen in Uniform
- 1966: Der Mann aus Melbourne (Fernsehfilm)

## Theater
- 1928: Bertolt Brecht, Kurt Weill: Die Dreigroschenoper (Polly) – Regie: Erich Engel (Theater am Schiffbauerdamm Berlin)
- 1929: Jean Cocteau: Orpheus – Regie: Gustaf Gründgens (Theater am Schiffbauerdamm Berlin – Versuchsbühne)
- 1932: Hannes Reutter: Der große Krumme – Regie: Bernd Hofmann (Theater am Schiffbauerdamm Berlin)
- 1934: Louis Angely: Die Reise auf gemeinschaftliche Kosten – Regie: Heinz Hilpert (Theater Volksbühne am Horst-Wessel-Platz Berlin)
- 1936: Oscar Wilde: Eine Frau ohne Bedeutung – Regie: Alfred Bernau (Renaissance-Theater Berlin)
- 1937: Victorien Sardou: Fedora – Regie: Alfred Bernau (Renaissance-Theater Berlin)
- 1937: A. den Hertog: Des Teufels Gebetbuch – Regie: Richard Weichert (Volksbühne Theater in der Saarlandstraße)
- 1945: Robert Ardrey: Leuchtfeuer (Frauenrechtlerin) – Regie: Karlheinz Martin (Hebbel-Theater Berlin)
- 1945: Bertolt Brecht, Kurt Weill: Die Dreigroschenoper (Tochter des Polizeichefs) – Regie: Karlheinz Martin (Hebbel-Theater Berlin)
- 1946: Thornton Wilder: Wir sind noch einmal davongekommen (Wahrsagerin) – Regie: Karl-Heinz Stroux (Hebbel-Theater Berlin)
- 1946: Georg Kaiser: Der Soldat Tanaka (Wirtin des Teehauses) – Regie: Willi Schmidt (Hebbel-Theater Berlin)
- 1946: Paul Osborn: Galgenfrist (Böse Tante) – Regie: Karlheinz Martin (Hebbel-Theater Berlin)
- 1947: Lillian Hellman: Auf der anderen Seite (Frau Farelli) – Regie: Karlheinz Martin (Hebbel-Theater Berlin)
- 1947: Jean-Paul Sartre: Die Fliegen – Regie: Jürgen Fehling (Hebbel-Theater Berlin)
- 1948: Johann Wolfgang von Goethe: Egmont (Regentin Margarete von Parma) – Regie: Karl Meixner (Hebbel-Theater Berlin)
- 1949: Henrik Ibsen: Die Wildente (Gina) – Regie: Kurt Raeck (Renaissance-Theater Berlin)
- 1949: Jacques Deval: Die Frau deiner Jugend (Ehefrau) – Regie: Karl Meixner (Hebbel-Theater Berlin)
- 1949: Carl Zuckmayer: Barbara Blomberg (Freyken) – Regie: Karl-Heinz Stroux (Hebbel-Theater Berlin)
- 1950: Alexander Ostrowski: Der Wald (Gutsbesitzerin Pawlowa) – Regie: Franz Reichert (Hebbel-Theater Belin)
- 1951: Sophokles: König Ödipus (Iokaste) – Regie: Willi Schmidt (Schiller Theater Berlin)
- 1951: Pierre Augustin Caron de Beaumarchais: Der tolle Tag oder Figaros Hochzeit (Marzelline) – Regie: Günther Rennert (Schiller Theater Berlin)
- 1953: Max Frisch: Don Juan – Regie: Hans Schalla (Schiller Theater Berlin)
- 1953: Federico García Lorca: Yerma – Regie: Heinz Hilpert (Schlosspark Theater Berlin)
- 1954: Jean Giraudoux: Elektra – Regie: Leopold Lindtberg (Schlosspark Theater Berlin)
- 1954: Gerhart Hauptmann: Die Ratten – Regie: Karl-Heinz Stroux (Schiller Theater Berlin)
- 1956: Jean Anouilh: Schloss im Mond – Regie: Willi Schmidt (Renaissance-Theater Berlin)
- 1956: George Bernard Shaw: Major Barbara – Regie: Hans Lietzau (Schlosspark Theater Berlin)
- 1957: Walter Hasenclever: Ein besserer Herr – Regie: Hans Lietzau (Schiller Theater Berlin)
- 1957: Jean Anouilh: Der Walzer des Toreros – Regie: Paul Hoffmann (Schlosspark Theater Berlin)
- 1959: George Bernard Shaw: Der Teufelsschüler – Regie: Hans Schweikart (Schlosspark Theater Berlin)
- 1960: Boris Vian: Die Reichsgründer oder Das Schmürz – Regie: Günther Sauer (Schiller Theater Berlin)
- 1961: Jean Anouilh: Becket oder Die Ehre Gottes – Regie: Willi Schmidt (Schiller Theater Berlin)

## Hörspiele
- 1947: George Bernard Shaw: Major Barbara (Barbaras Mutter) – Regie: Hannes Küpper (Berliner Rundfunk)
- 1948: Berta Waterstradt: Während der Stromsperre – Regie: Hanns Farenburg (Berliner Rundfunk)